# Ред-Гілл (Пенсільванія)
Ред-Гілл (англ. Red Hill) — місто (англ. borough) в США, в окрузі Монтгомері штату Пенсільванія. Населення — 2496 осіб (2020).

## Географія
Ред-Гілл розташований за координатами 40°22′37″ пн. ш. 75°29′1″ зх. д. / 40.37694° пн. ш. 75.48361° зх. д. (40.377003, -75.483738).  За даними Бюро перепису населення США в 2010 році місто мало площу 1,75 км², уся площа — суходіл.

## Демографія
Згідно з переписом 2010 року, у селищі мешкали 2383 особи в 1100 домогосподарствах у складі 630 родин. Густота населення становила 1360 осіб/км².  Було 1141 помешкання (651/км²).
Расовий склад населення:
| - 96,4 % — білих - 1,4 % — чорних або афроамериканців - 0,7 % — азіатів |

До двох чи більше рас належало 1,3 %. Частка іспаномовних становила 2,1 % від усіх жителів.
За віковим діапазоном населення розподілялося таким чином: 18,4 % — особи молодші 18 років, 55,4 % — особи у віці 18—64 років, 26,2 % — особи у віці 65 років та старші. Медіана віку мешканця становила 45,9 року. На 100 осіб жіночої статі у селищі припадало 88,2 чоловіків;  на 100 жінок у віці від 18 років та старших — 83,6 чоловіків також старших 18 років.
Середній дохід на одне домашнє господарство  становив 69 435 доларів США (медіана — 55 625), а середній дохід на одну сім'ю — 88 178 доларів (медіана — 66 625). Медіана доходів становила 50 082 долари для чоловіків та 42 321 долар для жінок. За межею бідності перебувало 4,9 % осіб, у тому числі 2,4 % дітей у віці до 18 років та 8,2 % осіб у віці 65 років та старших.
Цивільне працевлаштоване населення становило 1200 осіб. Основні галузі зайнятості: виробництво — 21,6 %, роздрібна торгівля — 17,3 %, освіта, охорона здоров'я та соціальна допомога — 15,9 %.